# Allerheiligenkerk (Erfurt)
De Allerheiligenkerk (Duits: Allerheiligenkirche) is een rooms-katholiek hallenkerk in Erfurt, Thüringen. De gotische kerk staat aan het snijpunt van de Allerheiligenstraße/Marktstraße in het centrum van Erfurt. Met een hoogte van 53 meter bezit de Allerheiligenkerk de hoogste kerktoren van de binnenstad. Sinds 2007 is een deel van de kerk ingericht als columbarium, het eerste van Midden-Duitsland.

## Geschiedenis

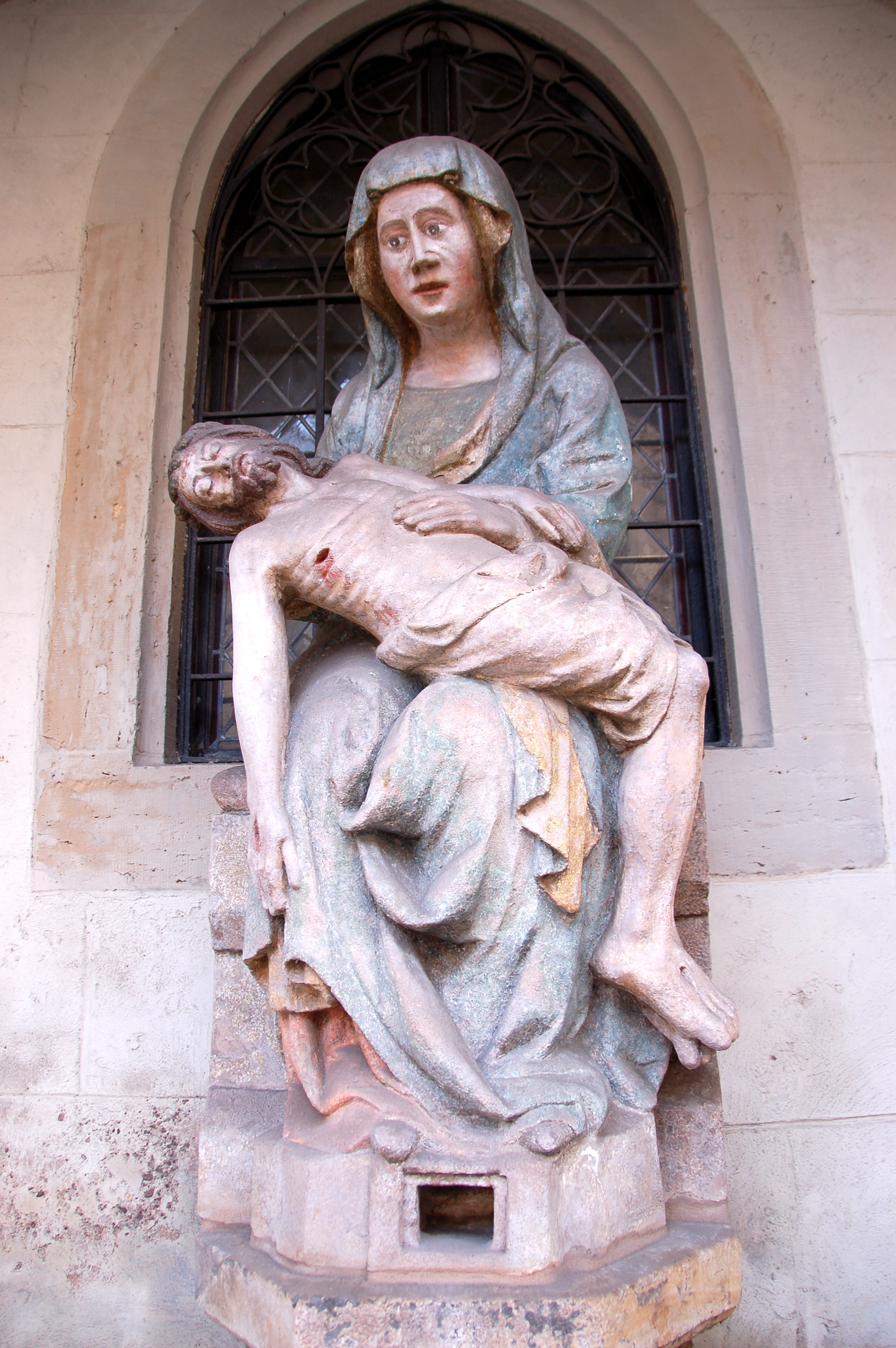
Piëta in een gevelnis van de toren

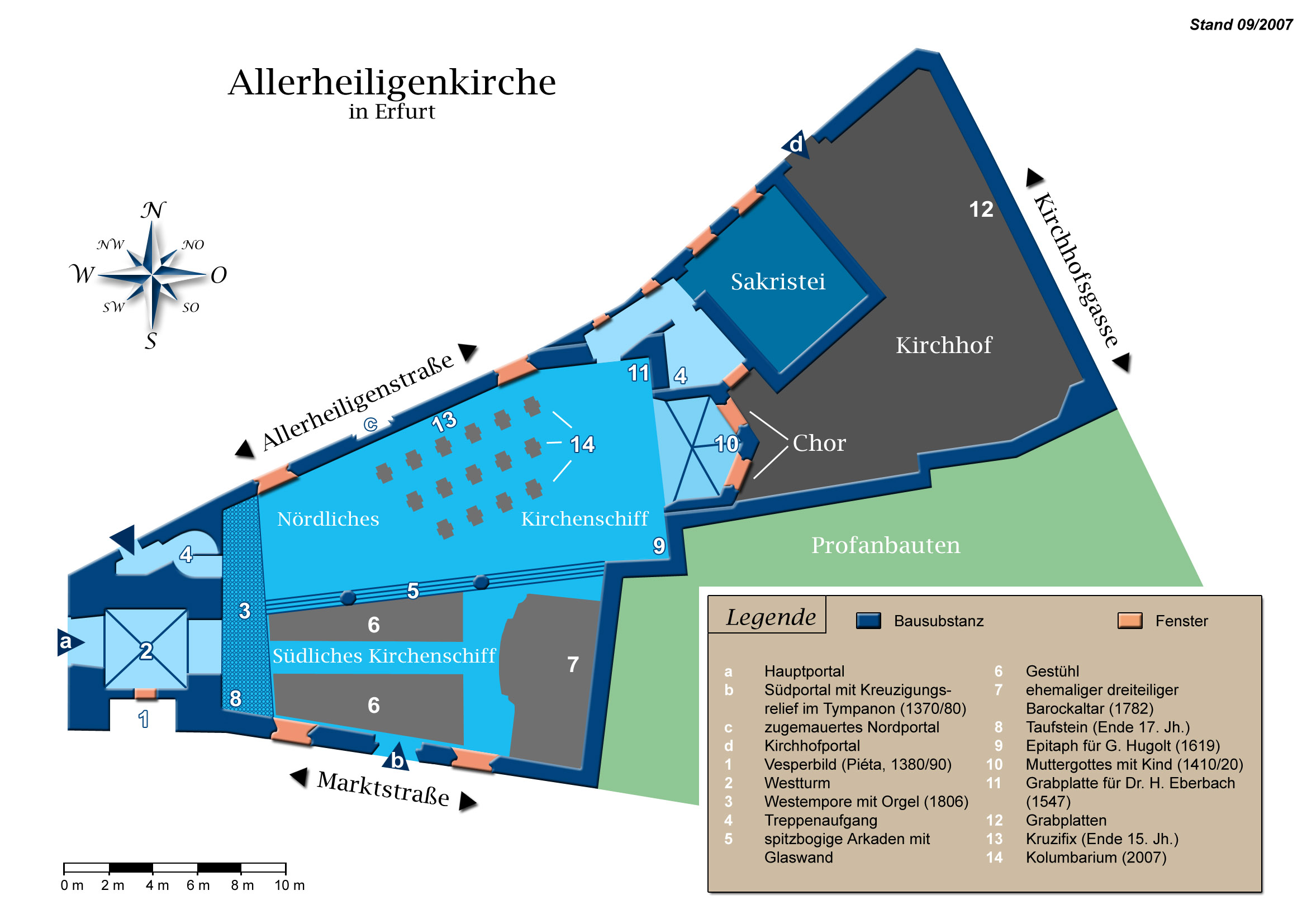
Plattegrond van de kerk en het kerkhof

De kerk werd samen met een klooster en een hospitaal in 1117 als een Augustijner koorherenstift opgericht. Aartsbisschop Adalbert I bevestigde deze stichting voor het eerst in 1125 schriftelijk in een akte. Vermoedelijk werd nog hetzelfde jaar de kerk ingewijd. In 1222 woedde er een brand in de stad, waaraan de kerk en het klooster grotendeels ten prooi vielen. Het bijbehorende hospitaal komt voor het laatst in 1234 in de annalen voor en werd als snel daarna, samen met het klooster, verplaatst naar de Augustinuskerk. Waarschijnlijk bestond het verwoeste kerkbouw uit een rechthoekige zaalkerk en een westelijke toren.
Tijdens de tot in de 14e eeuw durende wederopbouw paste men het grondplan aan de rooilijnen van de straten aan. Dit heeft een onregelmatig plan tot gevolg: de muren van de kerk verbreden zich van het westen naar het oosten; het kerkschip werd in tweeën gedeeld en kreeg houten spitstongewelven. De dakconstructie bleef grotendeels bewaard, maar in de 19e eeuw werd het huidige vlakke plafond ingebracht. De toren werd in de loop der tijd herhaaldelijk door blikseminslagen getroffen, voor het laatst in 1870.
In de jaren 1896-1898 werd er in het kader van een grote verbouwing ten oosten van de kerk het polygonale koor en de sacristie aangebouwd. Bij de tussenbouw naar de sacristie werd de aanbouw van de 18e eeuw geïntegreerd. Het zuidelijk portaal werd in deze periode geopend en het noordelijk portaal dichtgemetseld. Ook werden de galerijen en de in het zuidelijk schip ingebouwde sacristie verwijderd en de westelijke galerij met het orgel vernieuwd. De grafzerken in de vloer werden naar het aangrenzende kerkhof verplaatst en het barokke hoogaltaar werd weer aan de oostelijke muur van het zuidelijk zijschip opgesteld.
Sinds een omvangrijke restauratie van de kerk en de heropening in september 2007 wordt slechts het zuidelijke schip nog voor de erediensten gebruikt, terwijl in het noordelijke schip het door een transparante wand afgescheiden columbarium is ondergebracht.

## Architectuur en inrichting
Boven de ingang van het zuidelijke portaal bevindt zich een zandstenen reliëf uit de jaren 1370-1380 dat een kruisigingsgroep voorstelt. In een gelijkvloerse nis aan de zuidzijde van de toren staat achter het gietijzeren hek een stenen piëta uit 1380-1390.
Door het hoofdportaal komt men via de toren met een kruisgraatgewelf uit de 18e eeuw en een spitsbogige doorgang in het aansluitende kerkschip. Links kan men via een aanbouw in het kerkschip de toren beklimmen, waar zich op een hoogte van 36 meter een platform met een balustrade bevindt, vanwaar men een mooi uitzicht over de stad heeft. In de toren hangt een bronzen klok uit 1619, de klok in de dakruiter is van 1415.
Het interieur van de kerk wordt door twee achthoekige pijlers met drie spitsbogige arcades in twee schepen gedeeld. Een glazen wand scheidt het columbarium van de overige ruimte.

#### Columbarium
In het noordelijke zijschip bevindt zich sinds 2007 het columbarium. Deze ruimte wordt gevuld met 15 blokken waarin 42 vakken voor de urnen zijn gereserveerd. Het zeszijdige, enigszins verhoogde koor bezit tussen de gotische vensters een uit lindenhout gesneden beeld van de Moeder Gods met kind uit 1410. Ter linker zijde van het koor bevindt zich een grafsteen van professor Heinrich Eberbach (1547) en ter rechterzijde van koor het epitaaf voor Georg Hugolt (1619). Aan de noordelijke muur hangt een groot kruis uit het einde van de 15e eeuw.

#### De kerkruimte
Bij de ingang staat een achthoekig doopvont uit de 17e eeuw en aan de oostelijke muur het driedelige barokke altaar uit 1782. Boven het altaarschilderij met een voorstelling van Jezus met talrijke heiligen troont de Heilige Drievuldigheid. Beelden van Petrus en Paulus flankeren het centrale schilderij. Tijdens de renovatie werd in 2006 achter het altaar een muurschilderij uit 1372 gevonden, die de voeten van de gekruisigde Christus tonen.

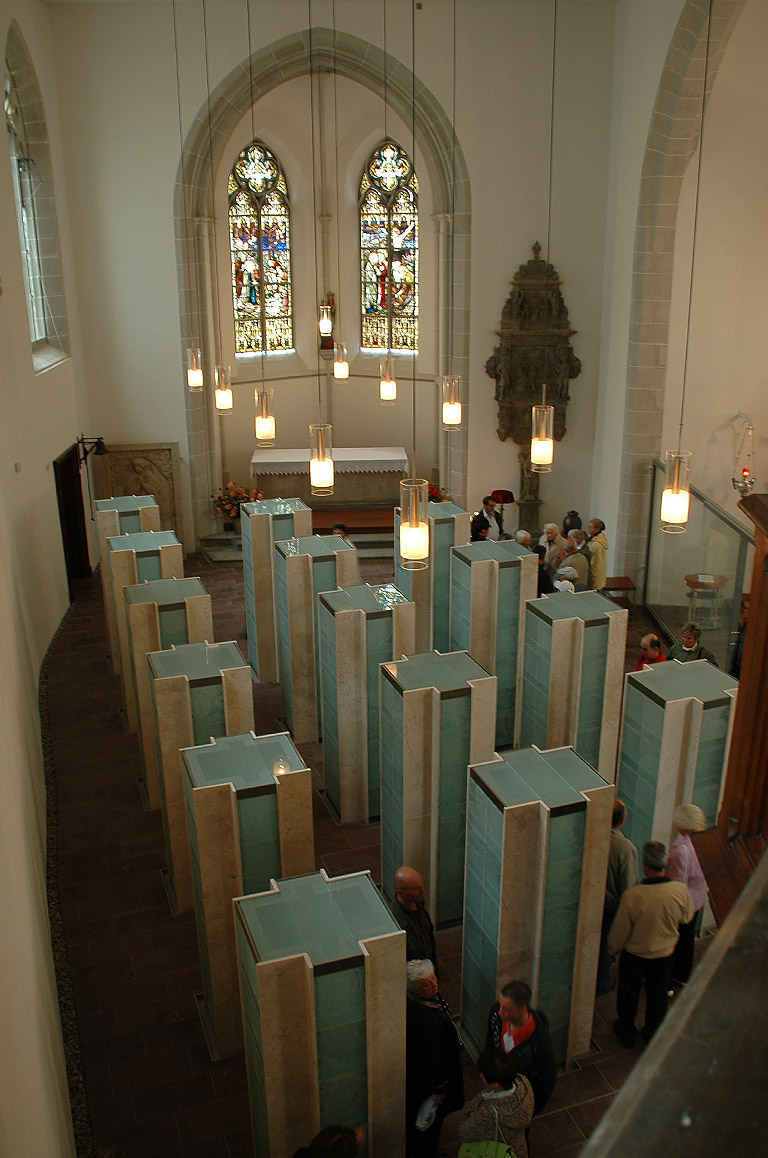
Zuidelijk portaal
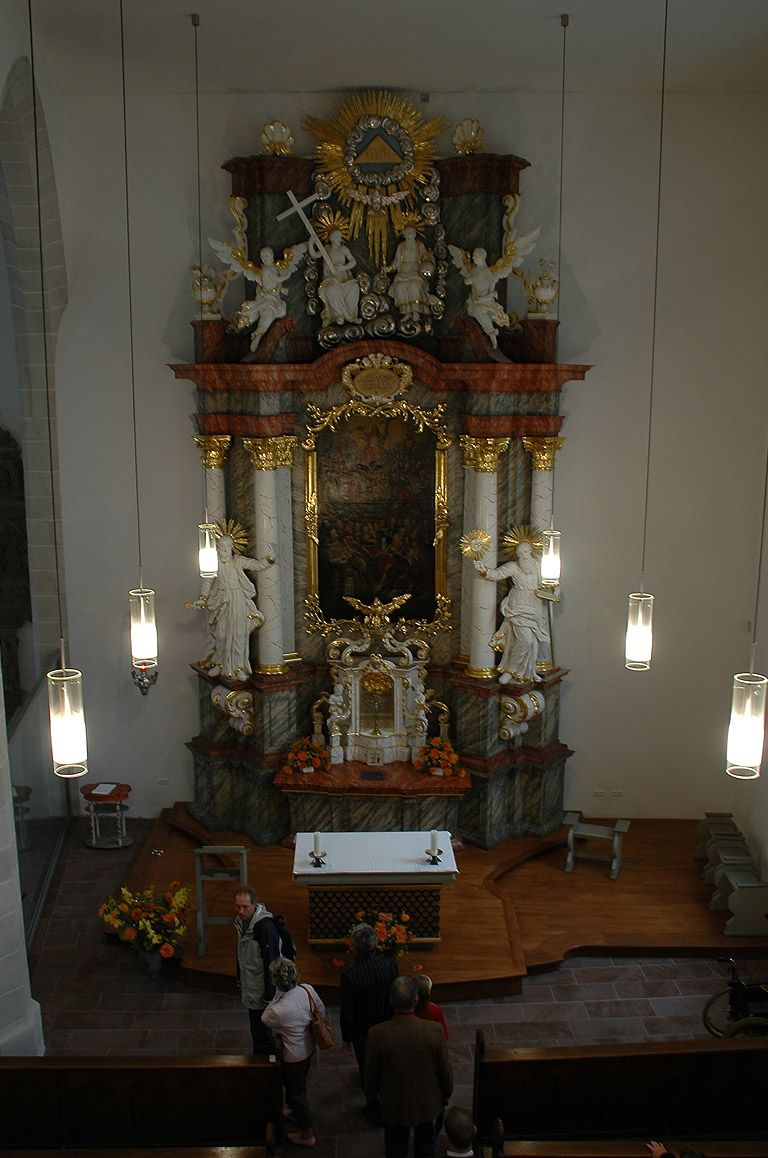
Hoogaltaar
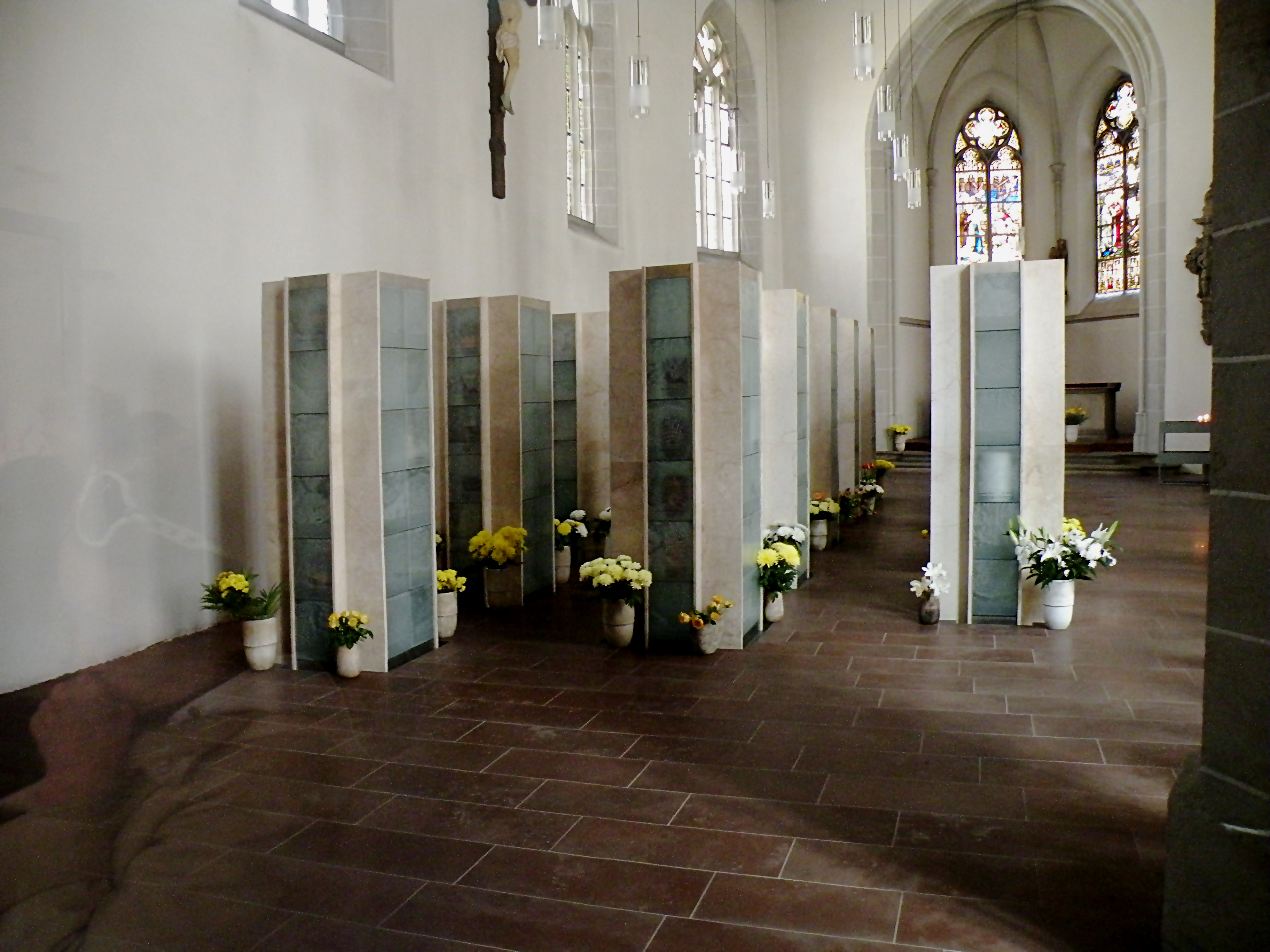
Columbarium